# GNL2
Protein liên kết GTP nhân con 2 (tiếng Anh: Nucleolar GTP-binding protein 2) là protein ở người được mã hóa bởi gen GNL2.